# تراویس شولت
تراویس شولت (انگلیسی: Travis Schuldt؛ زادهٔ ۱۸ سپتامبر ۱۹۷۴) یک هنرپیشه اهل ایالات متحده آمریکا است. وی از سال ۱۹۹۹ میلادی تاکنون مشغول فعالیت بوده‌است.
از فیلم‌ها یا برنامه‌های تلویزیونی که وی در آن نقش داشته است می‌توان به بین راهی و پسر همسایه اشاره کرد.